# Tartanedo
Tartanedo – gmina w Hiszpanii, w prowincji Guadalajara, w Kastylii-La Mancha, o powierzchni 148,29 km². W 2011 roku gmina liczyła 172 mieszkańców.